# 十二生肖总动员
《十二生肖总动员》是深圳华强数字动漫有限公司于2009年推出的一部大型三维动画片，为动画片《生肖传奇》三部曲中的第一部。共52集，每集22分钟。

## 故事概要
传说中被封印的怪兽“年”再次出现在人间，他阴谋让人间大地陷入永恒的黑暗。另一方面，年的克星“紫魁星”转世降生在东海渔村即小男孩“小海”，年毁灭了渔村，并将小海的父母和保护小海的灶王爷吞掉。灶王爷临危之前告诉小海去寻找传说中的“十二圣兽”，学会他们的本领才能击败年。小海与第一只圣兽-灶王爷身边的小老鼠“多来米”一起踏上了漫漫征程，小海克服了千难万险学成武艺，终于完成使命，打败了年，拯救了大地，也救回了自己的父母。

## 登场人物

### 小海一行
- 小海

为“紫魁星”转世，是个调皮的小男孩，聪明富有勇气，在困难和挫折中不断成长。
- 多来米

圣兽“鼠”，小海最好的朋友，与他一起完成了寻找其他圣兽的任务。
- 大茶壶

灶王爷的宝贝，能变化成飞舟。

### 年的势力
- 年

企图统治大地的怪兽。
- 乌鸦

年的属下，绝技是施放闪电。
- 长嘴、大眼

两只自作聪明的黄鼠狼，无意中成为年的属下，受命对付小海一行。

### 十一圣兽
以小海寻找到他们的顺序排列
- 霹雳虎

圣兽“虎”，绝学为“金刚拳”。
- 大肚荣

圣兽“猪”，绝学为“太极”。
- 追风

圣兽“马”，绝学为“穿心连环腿”。
- 铁锤

圣兽“牛”，最强大的圣兽，能够单独和年拼成平手，赠海小海“玄天锤”。
- 洪景天

圣兽“羊”，绝学为“混元飞星手”，赠与小海神药“回天丹”。
- 如月

圣兽“兔”，绝学为“影舞步”。
- 路路通

圣兽“狗”，善使火药，帮助小海修好了大茶壶。
- 冷石

圣兽“鸡”，绝学为“铁爪功”。
- 智空

圣兽“猴”，绝学为“伏魔棍法”。
- 竹叶青

圣兽“蛇”，暗器高手。
- 龙震天

圣兽“龙”，真龙形态可召唤其他圣兽。

## 影响
本片于2010年1月被俄罗斯引进，3月被新加坡引进，获得了金龙奖、金熊猫奖、白玉兰奖、日本TBS Digicon 6大奖等多项大奖，备受好评。2010年7月6日在央视少儿频道《动画梦工厂》强档播出。

## 脚注
1. ↑  深圳原创动画《十二生肖总动员》首播登陆央视 （页面存档备份，存于）2010年07月06日 新浪

## 相关链接
- 动画片《十二生肖总动员》[永久]于爱奇艺